# Lynette Scavo
Lynette Scavo (született: Lynette Lindquist) egy szereplő neve az amerikai ABC televíziós csatorna Született feleségek című sorozatában. Megformálója Felicity Huffman. 1963 áprilisában született.
Lynette házas, remek menedzser, alelnök, régebben a reklámiparban dolgozott, de ezzel felhagyott. Jelenleg férje, Tom pizzériájának munkatársa. Egyike a sorozat főszereplőinek. Lynette a Lila Akác köz 4355-ben lakik. Lynette-nek egy Nissan Maxima autója van.

## Története

### 1. évad
Lynette a sorozat cselekményét megelőzően felkapott reklámszakemberként dolgozott, ám a sorozat kezdetére a család más képet fest: férje folyamatosan úton van, Lynette-et pedig őrületbe kergetik hiperaktív fiai és csecsemő kislánya. Lynette ekkor már gyakran gondol arra, hogy újra dolgozhatna, és egyre inkább hiányzik életéből régi munkája. Férje, Tom sem könnyíti meg a dolgát, hiszen sokáig fogalma sincs róla, vagy ritkán érzékeli, mennyire kimeríti feleségét ez az életmód.

Mindazonáltal Lynette-et nem kell félteni, hiszen bármikor félelem nélkül hangot ad egyet nem értésének. Amikor a világ legrémisztőbb klasszikus háziasszonya, Maisy Gibbons gyermekeik közös iskolai előadására egy politikailag korrektebb Piroska és a farkas-darab mellett áll ki, a szabadabb felfogású Lynette mindenki előtt szembeszáll vele, felajánlva azt is, hogy menjenek ki "lerendezni". Mindemellett Lynette próbál olyan sok téren megfelelni, ahol csak lehetséges, így történhet meg az, hogy az ominózus iskolai előadásra való készülődésben a rá hárult jelmezkészítési feladatot mindenáron teljesíteni szeretné – így rövid idő alatt gyógyszerfüggővé válik, mely függés tárgya fiainak hiperaktivitás-kezelő pirulája.
Kimerültségében a történet egy pontján azt hallucinálja, hogy Mary Alice egy revolvert ajánl fel neki. Amikor végül lenyugszik, egy megindító jelenetben bevallja Bree-nek és Susan-nek, hogy szörnyű anyának érzi magát. Ekkor osztják meg barátnői vele, hogy ők is sokszor megpróbáltatásnak tekintették az anyaságot.
Megoldást keresve problémáikra Lynette és Tom felbérelnek egy dadust, ám ahogy az később kiderül: a hölgy túl vonzó ahhoz, hogy hosszabb távon egy háztartásban maradhasson velük. A későbbiek során Lnyette megkísérli a saját kezébe venni családjuk sorsát. Miután Tom számára felajánlanak egy jól fizető – ám rengeteg távolléttel járó – előléptetést, Lynette megtalálja a módját, hogy az egyezség ne köttethessen meg. Ekkor egy olyan arcát ismerhetjük meg, melyet azelőtt a történet folyamán egyszer sem.
Miután Tom kilép munkahelyéről, és úgy dönt, háztartásbeli apuka lesz, Lynette-re hárul a pénzkeresés felelőssége, ám ez nem elégíti ki korábbi vágyait, hiszen nem tudja feledni az aggodalmat, amit a gyerekek elhagyása iránt érez.

### 2. évad
Munkába állása éppen gyermekei miatt nehéz: először is ott van leendő főnöke, Nina Fletcher, aki már első találkozásuk alkalmával kiköti, hogy nincs oda azokért a dolgozó anyákért, akik "a kollégákra lőcsölik a munkát egy gyerekorvosi vizsgálat vagy egy balettvizsga miatt." Lynette-et végül Nina főnöke, a Parcher & Murphy igazgatója, Ed Ferrara veszi fel a céghez, miután az asszony elmondja a neki és Ninának a véleményét a reklámcég előnyeiről és hibáiról, közben kicserélve a kis Penny pelenkáját, akire férje, Tom nem tudott vigyázni, mivel meghúzta a vállát.
Lynette legkisebb fiát, Parkert sokként éri a felismerés, hogy a mama eltűnt a hétköznapokból, és ezért kitalál magának egy Mary Poppinshoz hasonló angol dadát, Mrs. Malburyt. Amint erre a kisfiú iskolájának tanárai rámutatnak, Mrs. Malbury "érkezésének" oka csak a veszteség lehet. Végül Lynette ügyes csellel "visszaküldi a dadát Angliába", azaz a Parker mániájává vált fekete esernyőt kidobja a kukába. Lynette elmagyarázza Parkernek, hogy Mrs. Malburyre neki nincs szüksége, mert itt vannak a szülei, akik szeretik őt, míg a világon sok helyen (például: Angliában) rengeteg árva kisgyerek vár ilyen dadára.
De amikor a kegytárgy kiesik a szemetesből az úttestre, és a kukásautó Parker orra előtt tapossa el az esernyőt, azaz Mrs. Malburyt, Lynette kiborul, mert szörnyű anyának érzi magát, amiért ilyen sokkal ruházta meg a fiát. Ám a férje, Tom megnyugtatja, hogy ez nem jelent semmit, és hogy néhány év múlva Parker jót fog nevetni ezen.
Lynette főnöke, Nina nagyon undokul viselkedik vele és a kollégáival, sosem kedves – ez nem csak Lynette-et zavarja, de kollégái nem mernek fellépni ellene. Ám egyik éjjel Lynette visszamegy a munkahelyére, hogy befejezzen egy munkát, amikor rajtakapja Ninát hancúrozni a cég fiatal mindenesével, Stuval. Mivel előreláthatólag ezért kirúgás járna, Lynette úgymond megzsarolja Ninát: mindent kitálal a cégigazgatónak, hacsak Nina nem lesz mindenkivel kedvesebb. Azonban Nina váratlan és kegyetlen lépést tesz: elbocsátja Stut, olyan ócska ürügyekkel, hogy elrontotta a fénymásolót, és lopott a gémkapcsokból. Ezek után figyelmezteti Lynette-et, hogy hamarosan leépítés várható… Lynette felhívja Stut, és megsúgja neki, hogy feljelentheti a céget zaklatásért, hacsak nem veszik vissza. Ám a fiú olyan sok pénzt akar, hogy Ed kénytelen elbocsátani a cég nagy részét, köztük Ninát is, akinek alelnöki posztjára Lynette-et helyezi. Az asszony rosszul érzi magát, mert habár ismét jót akart, sikerült munkanélkülivé tennie a helyi dolgozók felét.
Ettől kezdve Lynette-nek alig marad ideje kimozdulni munkahelyéről, így kiharcolja, hogy a Parcher & Murphy bölcsődét nyisson (hogy nap közben is láthassa a gyerekeket, főleg a kis Pennyt), ehhez pedig rá kell vennie főnöke, Ed Ferrara nejét, Frant, hogy néhány órára adja be naponta az alig egyéves kislányukat, Mindyt, ami cseppet sem könnyű feladat.
Egy partin Gabrielle csak úgy poénból megcsókolja Lynette férjét, Tomot, aki jót nevet a szomszédság néhány jelenlévő tagjával együtt – de Lynette csak a szemöldökét húzza fel. Később megkéri Gabyt, hogy ha lehet, többet ne szórakoztassa így a társaságot, mire barátnője érezni kezdi, hogy Lynette ha halkan is, de berágott rá. De amikor Lynette Gaby hangját hallja a háttérben egy Tommal folytatott telefonbeszélgetésben, egyből hazarohan, és megkérdezi Gabrielle-t, hogy rászállt-e a férjére, és meg is említi Gaby korábbi viszonyát az egykori kertészükkel, a kamasz John Rowlanddel. Erre Gabrielle nagy sértetten otthagyja őket. Később Lynette elmegy hozzá, hogy bocsánatot kérjen a túlzott reakciójáért, de kitart amellett, hogy 1%-ban Gabrielle is hibás volt, mert nem jó látni, ahogy egy fiatal modell az ember férjével csókolózik. Gabrielle azonban továbbra se látja be, hogy a vicce rossz volt, erre Lynette jó hosszan megcsókolja Gabrielle férjét, Carlost. Gabrielle erre megmondja Lynette-nek, hogy "vette a lapot". Később Carlos megkeresi Lynette-et, és burkoltan felajánlja neki, hogy kezdjenek "közelebbi kapcsolatot", amit Lynette félig riadtan, félig csodálkozva természetesen visszautasít.
Lynette kiborul, amikor rájön, hogy Tom fél a meddővé válásának lehetőségétől, mivel ez Lynette számára azt jelenti, hogy a férje az ő halála után is boldogan házasodna meg és nemzene még több gyereket. Így rábeszéli Tomot, hogy menjen és köttesse el magát, de a férfi visszajön, mondván, hogy nem tudta hagyni, hogy a férfiassága utolsó szikráját is kiöljék belőle. Lynette kiszedi belőle, hogy azért nem érzi magát férfinak, mert nincs rendes állása, hanem csak otthon felügyel a gyerekekre. Lynette hiába győzködi Tomot arról, hogy ez is rendes állás; látja, hogy férje boldogtalan.
Tom boldogtalansága is megoldódik: Lynette tiltakozása ellenére jelentkezik alkalmazottnak az asszony cégéhez, a Parcher & Murphyhez. Lynette azért nem nézi a dolgot jó szemmel, mert fél attól, hogy a férje főnöke legyen, hisz ismeri Tomot annyira, hogy tudja, milyen könnyen megsértődik. De így vagy úgy, Tomot Ed felveszi a céghez, és végül Lynette is beleegyezik.
Később Tom valóban sokszor megsértődik azon, hogy Lynette leszúrja a kollégái előtt, amiért összecsap egy-egy prezentációt, de végül túljutnak ezen is.
Amikor Lynette Bree-re bízza a gyerekeket az egyik hétvégén, mert be kell menniük Tommal dolgozni, egy idegen nő hívja fel őt egy fodrászszalonból, mondván, hogy nála van Porter, Preston, Parker és Penny, akik az utcán kóboroltak, egyedül. Ennek oka nem más, mint hogy Bree másnaposságában egy pohár bortól elaludt, a gyerekek pedig hiába ébresztgették, nem reagált. Bree eleinte tagadja, hogy ivott, de amikor belátja, Lynette nagyon megharagszik, Bree pedig eljátssza a sértődöttet. Végül Lynette feltúrja Bree kukáját, amelyben vagy egy tucat üres borosüveget talál. Ezeket szépen sorban leteszi Bree ajtaja elé, és hagy egy üzenetet is: "Még mindig úgy gondolod, hogy nincs problémád?"
Amikor később Bree fia, Andrew, csak hogy nagykorúsíttassa magát, hogy pénzhez jusson; gyerekbántalmazással vádolja meg Bree-t, Lynette letagadja, hogy Bree berúgott, amikor a kicsikre vigyázott, így segítve Bree-nek.
Ezután Lynette egy kínos incidens következtében megtudja, hogy főnöke és annak neje nem valami aktívak szexuális téren. Erre Lynette azt tanácsolja Ednek, hogy turbózza fel a házaséletét izgató üzenetekkel. Azonban Ed rákap, hogy Lynette-et bízza meg ezen üzenetek megírásával, aki rendkívül tehetségesnek bizonyul. De sajnos Fran, Ed felesége rájön, hogy nem Ed írta a csábító szavakat, erre teljesen kiborul, és azzal fenyegetőzik, hogy elválik Edtől, hacsak ki nem rúgja a cégtől azt, aki az üzeneteket küldte.
Erre fel Ed, tudván, hogy Lynette munkája nélkülözhetetlen a cég számára, azt hazudja Frannek, hogy Tom küldte az üzeneteket. Ezt el is mondja Lynette-nek, aki figyelmezteti férjét, hogy végezze nagyon jól a munkáját, nehogy Ed a szerződése ellenére is okot találjon az elbocsátására. De Ed tudja, hogy nincs választása, így felvesz egy könyvvizsgálót, hogy ha Tomnak esetleg plusz költségei lennének a cég számlájára, egyből kiderüljön. Tom okot szolgáltat azzal, hogy jól bemos egyet Ednek. Később Ed elmondja Lynette-nek, hogy a könyvvizsgáló számlát talált Tomnál egy csokor virágról és két jegyről egy show-ra Atlantic Cityben. Lynette ledöbben, és megkérdezi Tomot, hogy nincs-e valami, amit el akar mondani neki, de a férfi azt mondja, hogy nincs.
Lynette később rákérdez Tomnál az Atlantic Citys utazásokra, mire férje előáll a meglepetéssel, mi szerint üzleti ügyben járt ott. Azonban Lynette úgy érzi, a férfi nem mond neki igazat. Így, amikor Tom azt állítva, hogy az egyik barátja, Jerry hívta meg Atlantic Citybe, ismét elutazik, Lynette követi. Hamar kiderül, hogy Jerry nincs is a közelben, de Lynette akkor omlik végleg össze, amikor este látja Tomot bemenni egy házba, és miután közelebb megy az ablakokhoz, egy vékony, barna nővel látja meg a férjét, ahogy bort isznak és felmennek az emeletre. Amikor Tom hazaér a Lila Akác közbe, a házat üresen találja: Lynette és a gyerekek nincsenek sehol. Mrs. McCluskey, a közelben lakó vénasszony felvilágosítja Tomot, hogy Lynette tud a másik nőjéről, és hogy Lynette összepakolta a srácokat, és elment.
Később Tom Susantől érdeklődik Lynette-ről, aki azonban nem mondja el neki, hol van Lynette. Az asszony valójában egy medencés hotelben vesz ki szobát, ahol közli a gyerekekkel, hogy mostantól az ő anyjánál, azaz a nagyinál, Stellánál fognak lakni, és a papa nem lesz velük. Azonban Porter eltöri a kezét, amikor leesik a hotelszoba erkélyéről, így Lynette felhívja Tomot. Ezt az alkalmat kihasználva Tom elmondja Lynette-nek, hogy a nő, akivel látta, nem a szeretője, hanem egy nő – bizonyos Nora Huntington –, akivel tizenegy évvel korábban, még az ő házasságuk előtt egyszer lefeküdt. Az egyéjszakás kaland után Nora terhes lett, és szült egy kislányt, Kaylát, aki most tizenegy éves.
Nora el is látogat a széplaki Lila Akác közbe, ahol kifejti, hogy követeli Tomtól a tizenegy évi gyerektartást. Lynette hiába bizonygatja, hogy ha Tom nem tudott a kislányról, nem is hagyhatta el, Nora elszántan igyekszik pénzt kicsikarni tőlük. Így Lynette felajánl neki egy 30 000 dolláros csekket, ha nem kéri a gyerektartást. Nora elfogadja az ajánlatot, és a pénzből vesz egy kis házat az Arden Drive-on, ami alig öt percre van Lynette-ék házától. Nora, úgy látszik, rá akar szállni Scavoékra, és azt is mondja nekik: "Mostantól egy nagy család vagyunk."

### 3. évad
Hat hónappal azután, hogy Lynette tudomást szerzett Tom törvénytelen lányáról, Kayláról, és megismerkedett vele, valamint hóbortos anyjával, Norával, kezd elege lenni. Fellélegzik, amikor Nora végre barátot talál magának, de szerencsétlenségére szakítanak. Lynette kétségbeesésében Bree és Orson esküvőjén még a Gabytól válófélben lévő Carlosszal is megpróbálja összehozni Norát, de hiába. Ekkor még mit sem tud arról, hogy Nora meg akarja szerezni magának Tomot.
Lynette Norától tudja meg, hogy Tomnak elege lett a reklámszakmából, ezért közli férjével, hogy nyugodtan döntse el, milyen munkát akar végezni (mivel Tomot elbocsátották a Parcher & Murphytől a Bosszú című epizódban). Tom hamarosan kirukkol ötletével, mi szerint pizzázót akar nyitni. Lynette titkon őrültségnek tartja az ötletet, és mikor erről Nora tudomást szerez, ravaszul azt tanácsolja Lynette-nek, hogy beszélje le Tomot a pizzériáról, és ezzel hatalmas veszekedést idéz elő Tom és Lynette között. Így hát, mikor Tom a "csak azért is" kibérelt régi étteremben takarít, Nora odamegy és kikezd vele. Tom azonban ellenkezik: hazamegy, és elmondja Lynette-nek, ami történt. A dühös Lynette beront Nora házába, és azt mondja neki, hogy ha még egyszer beszélni mer Tommal, nagyon megbánja.
A ravasz Norának azonban erre is van haditerve: közli Scavoékkal, hogy Mexikóba költözik, és viszi magával a kis Kaylát is. Lynette átlát a szitán: tudja, hogy az asszony azt akarja, hogy Tom kövesse őket, ezért azt ajánlja a férjének, hogy pereljék el Kaylát Norától.
Később Lynette boltba indul, nem is sejtve, hogy a felbőszült Nora követi. Mindketten az áruházban ragadnak, mert Carolyn Bigsby, aki épp aznap reggel tudta meg Bree-től, hogy a férje megcsalta, dühében túszul ejti az összes vásárlót, míg csalfa férje (Edie Britt társaságában) az ügyvezetői irodába zárkózik be. Amikor Carolyn Lynette-ék egy beszélgetésfoszlányából megtudja, hogy Nora kikezdett Lynette férjével, szíven lövi őt. A haldokló Nora utolsó pillanataiban megígérteti Lynette-el, hogy vigyázni fog Kaylára, mint a saját gyerekeire.
Miután Nora meghal, Lynette szitkozódni kezd, és miután felveti annak lehetőségét, hogy Carolyn megérdemelte, hogy megcsalják, a kissé kapatos Carolyn megpróbálja őt is szíven lőni. Azonban a Lila Akác közbe csak nemrég beköltözött új szomszéd, Art Shepard fejbe dobja egy konzervvel, így Carolyn elesik, és közben Lynette-et csak a karján találja el.
Miután Lynette szerencsésen túlélte a túszdrámát, Kayla a nagymamájához kerül. Ezután Lynette közelebbről is megismerkedik megmentőjével, Arttal, aki jól összebarátkozik Parkerrel, Lynette legkisebb fiával. Az asszony hálából tortát süt a férfinak, és mikor elmegy hozzá, hogy átadja a süteményt, Parker leszalad a férfi alagsorába, ahol Lynette félmeztelen kisfiúk képeinek százait találja a falon. Lynette biztosra veszi, hogy Art homoszexuális pedofil, de amikor Tommal elmennek a rendőrségre, nem veszik őket komolyan. Még Tom is azzal a magyarázza a dolgot, hogy azok a fiúk az Art vezette úszócsapat tagjai. Ám Lynette-et a dolog nem hagyja nyugodni, így beszámol róla a legalkalmasabb szakembernek, Mrs. McCluskeynak. Az öregasszony hamar megosztja a dolgot a helyi anyukákkal, és Shepardék rossz híre futótűzként terjed a szomszédságban. Art nővére, a mozgássérült Rebecca elpanaszolja Lynette-nek, hogy nem szolgálták ki őket az étteremben, leköpték őket és kiszúrták a kocsijuk kerekét a templomi parkolóban. Lynette azonban csak akkor kap észbe, amikor Széplak több tucat asszonya tüntetést szervez Art háza előtt, aminek hatására Rebecca szívrohamot kap, majd hamarosan meghal. Később Lynette szörnyű lelki furdalástól vezérelve bocsánatot kér Arttól, aki meglepetésére megköszöni, hogy megszabadította őt a nővérétől, mert így végre szabadon teheti azt, amit akar. Lynette rémülten döbben rá, hogy egyáltalán nem tévedett Arttal kapcsolatban.
A pizzéria megnyitója után nem sokkal Tom háta megsérül, ezért úgy tűnik, hónapokig nem tud munkába állni. A pizzázóban teljes a káosz, miközben Lynette megpróbál megfelelő új ügyvezetőt találni a férje helyére. Rick Coletti, aki korábban egy ötcsillagos étterem séfje volt, tökéletesnek tűnik. Kiderül azonban, hogy korábban kábítószerezett, de már tiszta. Ez nem tetszik Tomnak, de a szükség nagy úr, s így Lynette ad egy esélyt a férfinak.
Lynette és Rick rendkívüli módon megkedvelik egymást, és Tom tiltakozása ellenére az új séf új fogásait is bevezetik a pizzériában, amitől a bevétel sebesen nőni kezd.
Az asszony és az új séf zárás után rendszeresen együtt vacsoráznak az étteremben, ám egyik este betörők lepik meg őket, és bezárják őket a fagyasztóhelyiségbe. Így Tom tudomást szerez a dologról, és kérdőre vonja Ricket: "Dugod a nejemet?"
Tom követeli, hogy Rick mondjon fel, de a séf nem tesz így, inkább elmondja Lynette-nek, ami történt. Az asszony kiborul, és elkeseredetten elbocsátja Ricket.
Miután a séf távozott a pizzériából, a helyére visszakerült Tom ráeszmél, hogy Lynette hangulata rengeteget romlott: szinte sosincs jó kedve. Később kiszedi Lynette-ből, hogy az asszony érzett valamit Rick iránt, de nem tett semmit, amit nem kellett volna. Dulakodni kezdenek, és Lynette nekiesik az éjjeliszekrénynek. Bemennek az ügyeletre, ahol közlik Lynette-el, hogy komolyabb fejsérülést nem szenvedett, de a CT kideríti, hogy rákos: limfómája van (nyirokcsomó-megnagyobbodásos daganat).
Lynette próbál pénzt kérni a húgaitól telefonon, de nem lel segítségre, mígnem a legváratlanabb vendég toppan be: Lynette anyja, Stella. Az asszony kölcsön adja Tomnak, amire szükségük van, és úgy dönt, hogy lánya mellett marad, ameddig csak szükséges.

### 4. évad
Miután Lynette-nél rákot diagnosztizáltak, az asszony egy hónapig mindenki elől titkolja állapotát – ki sem lép a szobájából paróka nélkül. Azonban amikor belátja, hogy nincs oka leplezni a betegségét, és felfedi az igazságot, a barátnői mind jelentkeznek, hogy elkísérjék a kemoterápiás kezelésekre. Mindenki, kivéve Gabrielle-t, aki elmondása szerint irtózik a kórháztól. Lynette noszogatására végül beadja a derekát, és elkíséri barátnőjét, de mikor Lynette észreveszi, hogy Gaby különböző ürügyekkel folyton kimegy a kórteremből, inkább csalódottan hazaküldi. Így Gabrielle elmeséli barátnőjének apja történetét, aki szintén rákos volt, és egy évvel a diagnózis után meg is halt, mikor ő még ötéves kislány volt. Gaby az anyja parancsára nem ejthetett könnyeket haldokló apja mellett, de, mint mondja, Lynette előtt már nem képes megjátszani magát. Ezek után Gabrielle kemo-bulit rendez a kórházban Lynette-nek, ahová meghívja a Lila Akác köz hölgyeit.
Mikor a kemoterápiának vége, az egész Scavo-család izgatottan várja a vizsgálatok eredményét – kivéve magát Lynette-et, akinek a gondolatai az oposszum körül forognak, ami újabban feltúrja a kertet. Lynette a rák egy formáját látja a kis állatban – a kártevőt, amely igyekszik beférkőzni az otthonukba, és tönkretenni a családjukat. Így szinte extázisban várja a jó pillanatot, hogy légpuskával lecsapjon a hívatlan vendégre, míg a többiek a szomszédság Halloween buliján mulatnak. Késő este érkezik meg Lynette onkológusa a hírrel, mi szerint a kemoterápia használt, és az asszony meggyógyult. A család együtt örül a hírnek, míg Lynette kisétál a kertbe, hogy beszívja a hűvös éjszakai levegőt és a szabadság illatát. Boldog mosolyát azonban könnyek váltják fel, amikor meglátja a kis oposszum tetemét a fűben. Zokogva kér bocsánatot a halott állattól, hálát adva a sorsnak, hogy megkegyelmezett neki és családjának.
Miután a rák elmúlt, Lynette felveti anyjának a távozás lehetőségét, mivel már nélküle is tud boldogulni. Azonban kiderül, hogy Stella nem véletlenül jelent meg hónapokkal korábban a beteg Lynette-nél: fiatalabb lányai kitették a szűrét. Lynette riasztja a húgait, és könyörög nekik, hogy vegyék vissza Stellát. A két lány azonban mindenfélét felajánl, csak hogy ne kelljen többé egy fedél alatt laknia a korábban az anyaságban nem igazán jeleskedő mamával. Lynette óriásit csalódik a húgaiban, és úgy dönt, Stella náluk marad.
Azonban kiderül, hogy a sértődött Stella közben kereket oldott. Lynette mindenhol keresi az anyját, de hiába – mígnem megjelenik Glen, Lynette régi nevelőapja, akit Stella felhívott, hogy pénzt kérjen tőle. Lynette elmegy Glennel a megbeszélt találkozóra a parkba, ahol kiderül, hogy Glenn nem azért hagyta el őket kamaszkorában, mert Stella elhagyta, hanem mert meleg. Így Lynette máris megbocsátja anyja bűneit, és kéri, hogy menjen vele haza, de Stella nem akar visszamenni, mert fél, hogy az újabb viták csak tönkretennék a kapcsolatukat, ami az utóbbi időben egész jól alakult. Az asszony végül Glenhez költözik, aki nemrég vesztette el élettársát, és örül a társaságnak.
Amikor Széplakon tornádó riadót rendelnek el, Lynette és családja Mrs. McCluskey alagsorában húzza meg magát. A gond csak az, hogy jelen van Karen kebelbarátnője, Ida Greenberg is, aki hozta szeretett cicáját, Tobyt. Mivel Tom macskaallergiás, és egyre rosszabbul van, Ida pedig hallani sem akar arról, hogy kis kedvencét felvigyék a földszintre, Lynette feloson a lépcsőn a macskával, de Mrs. McCluskey követi, és mikor a tornádó szele kinyitja a ház ajtaját és a kandúr kirepül, Karen hősiesen kimegy a viharba megkeresni. Lynette követi, és igyekszik visszaráncigálni a házba, de mikor észreveszik a tölcsérfelhőt, ami egyenesen a Lila Akác köz felé tart, már nincs idejük visszamenni a túloldalon álló McCluskey-házba, így Lynette házában bújnak meg. Azonban amikor a szél elcsendesedik, és előbújnak, Mrs. McCluskey házának már csak a romjait találják meg. A kétségbeesett Lynette-et barátnői nyugtatják, mígnem a tűzoltók mind az öt gyereket épségben kihúzzák a törmelék alól, majd Tomot is. Azonban mindenki bánatára kiderül, hogy Ida Greenberg nem élte túl a katasztrófát. Parker elmondja Lynette-nek, hogy amikor a ház rászkódni kezdett, Ida beterelte a családot a lépcső alá, de neki már nem jutott hely – így feláldozta magát a Scavo-családért.
Kiderül, hogy Ida valamikor régen baseball-bajnok volt, ezért azt akarta, hogy hamvait a helyi baseball pályán szórják szét. Azonban ez nem érdekli az Ida holmijait elszállító rokonokat, így Lynette kis csellel ellopja a hamvakat, majd segít Mrs. McCluskeynak az éj leple alatt szétszórni őket a sportpályán.
Miután a tornádó nyomai eltűnnek az utcából, valaki más viszont feltűnik: mégpedig Rick, a hónapokkal korábban elbocsátott séf, aki a Scavo Pizzériában dicsekszik el új olasz éttermével, amit a sarkon készül megnyitni. Tom dühében betöri a Rick's ablakának üvegét egy téglával, amit be is vall Lynette-nek. Azonban amikor valaki felgyújtja Rick éttermét, Tom megesküszik, hogy nincs köze az ügyhöz, csakhogy nem tud biztos alibit felmutatni. Rick természetesen őt vádolja, de miután nincs ellene bizonyíték, és Lynette is falaz neki, a rendőrök kénytelenek elengedni. Csakhogy Lynette még mindig nem hisz férje ártatlanságában, és kiderül, hogy Tom sem hiszi el, hogy Lynette annak idején nem lépett félre Rickkel. De minden kétely eloszlik, mikor Lynette ikerfiai, Porter és Preston bevallják anyjuknak, hogy ők gyújtották a tüzet, mert féltek, hogy Rick majd elrabolja tőlük Lynette-et.
Ezután az ikrek súlyos büntetésként kénytelenek elvégezni az összes házimunkát, mert habár Tom szerint jobb lenne őket pszichológushoz küldeni, Lynette nem hiszi, hogy terápiára lenne szükségük. Sokkal inkább hajlik a terápia ötletére Kayla esetében, ugyanis kiderül, hogy a lány beszélte rá az ikreket a gyújtogatásra, és egy csöppet sem érzi úgy, hogy bármi rosszat tett volna. Ezért hát Lynette megkéri Tomot, hogy vigyék Kaylát pszichológushoz, de férje hallani sem akar róla. Azonban a megállíthatatlan Lynette, akinek meggyőződése, hogy a lánynak igenis kell terápia, elcsalja Kaylát egy pszichológus rendelőjébe. De amikor Kayla rájön, hogy Lynette csapdába csalta, megfenyegeti az asszonyt, hogy elmegy a rendőrségre, és beárulja a fiúkat. Így Lynette kénytelen hazamenni a lánnyal, és míg Tommal veszekszik, Kayla rábeszéli Prestont, hogy ugorjon le a tetőről. A fiú keze eltörik, és Lynette látja Kayla arcán, hogy ez az ő műve.
Hogy a problémákat megoldják, Lynette és Tom meghívnak magukhoz egy családterapeutát, aki előtt Kayla szokás szerint megjátssza magát. A terápia részeként Lynette elmegy Kaylával vásárolni, ahol Kayla megfenyegeti Lynette-et, hogy ha nem teszi, amit mond, akkor nem lesz jó kislány. "Ha az a hülye Preston leugrott nekem a tetőről, mire vehetem rá Pennyt?" Lynette feltörő dühében pofonvágja a lányt, és a boltban mindenki megbámulja őket. Lynette könnyes szemmel kér bocsánatot tőle, de Kayla jól tudja, mit kell tennie: felhívja a terapeutát, és beadja neki, hogy Lynette rendszeresen veri őt.
Nem is kell több a gyermekvédelem embereinek, hogy megjelenjenek a Scavo-házban és körülszaglásszanak. A terapeuta tudatja Lynette-tel, hogy ha nem vigyáz, elvehetik a gyerekeit, így a ravasz Kayla megégeti magát Lynette hajsütővasával, és az asszonyra fogja az égési sebet a karján. Lynette-et letartóztatják, és az asszony könyörög Tomnak, hogy oldja meg a helyzetet. Tom végül kiszedi Kaylából az igazságot, és közben a terapeuta telefonon keresztül hallgatja a beszélgetést. Végül Tom, aki nem tud megbocsátani Kaylának, elküldi őt, hogy jó messze a Lila Akác köztől éljen tovább a nagyszüleivel.

## Idézetek
ELSŐ ÉVAD (2004-2005)
- "Tom, az utolsó 'normális' verziónk miatt gyógyszerfüggő lettem. A 'normális' nagyon rossz terv."
- "Tudod, a mi anyáink okosak voltak. Nem béreltek fel dadákat és nem tettek minket gyermekmegőrzőkbe, mert tudták, hogy ha így lett volna, rájöttünk volna hogy léteznek odakint más nők, akik jobb anyák náluk."
- (Bree-hez): "Nincs kedved kávézni? Ücsörögni? Szidni a kölyköket?"

MÁSODIK ÉVAD (2005-2006)
- (Pathez, a mindeneshez a Parcher & Murphy cégnél): "Pat, nem látod, hogy épp túszul ejtettem egy gyereket? Majd visszahívom."
- (Tomhoz a kórházban, Penny születése után /2004 – visszaemlékezés/ ): "Mindegyikük ajándék, ez igaz. De azt hiszem, nem bírnék el még több… ajándékot. Még több ajándék lehet, hogy az eszemet venné."

## A színfalak mögött
- Lynette négy gyerekének eredeti tervezett nevei Peter, Paul, Preston és Patsy volt a végleges Porter, Preston, Parker és Penny helyett. Nem ismert, van-e kapcsolat a gyerekek "P" kezdőbetűs nevei és a Bűbájos boszorkák című sorozat közt, hiszen az utóbbiban a főszereplők nevei szintén "P" betűvel kezdődnek.
- Míg Bree családja Marc Cherry tinédzser életén alapszik, Lynette családját gyermekkorának mintájára alkotta meg.